# Rita Moors
Rita Moors (Genk, 3 juli 1967) is een Belgische Vlaams-nationalistisch politica voor de N-VA.

## Levensloop
Moors volgde humaniora aan het Onze-Lieve-Vrouwlyceum in Genk, behaalde in 1991 een master in de rechten aan de Katholieke Universiteit Leuven en is sinds 1991 advocate aan de balie van Tongeren. Ook is ze erkend bemiddelaar in burgerlijke en handelszaken.
Ze engageerde zich bij het schoolbestuur in de gemeentelijke basisschool van Linkhout, deelgemeente van Lummen, en het overkoepelende bestuur van de basisscholen in Lummen. Tevens werd ze in 2010 lid van de raad van bestuur van de Limburgse investeringsmaatschappij LRM, waar ze in 2014 ondervoorzitster werd, een functie die ze uitoefende tot 2020. Daarnaast was ze van 2012 tot 2020 bestuurster bij de Universiteit Hasselt en lid van de raad van toezicht van de Transnationale Universiteit Limburg en van 2018 tot 2020 bestuurster van het innovatief bedrijvencentrum Corda Campus in Hasselt. Van april 2019 tot september 2020 was ze bovendien voorzitster van de Limburgse afdeling van netbeheerder Fluvius en sinds september 2020 is ze bestuurslid bij de verzekeringsgroep Ethias.
Moors werd eveneens politiek actief voor de N-VA en werd voor deze partij in 2012 verkozen tot gemeenteraadslid van Lummen. Van 2013 tot 2018 was ze voorzitter van de N-VA-fractie in de gemeenteraad en sinds januari 2019 is ze eerste schepen in Lummen, bevoegd voor Lokale Economie, Mobiliteit, Toerisme en Personeel. Na de gemeenteraadsverkiezingen van oktober 2024 werd ze tevens bevoegd voor Onderwijs en Werkgelegenheid.
In oktober 2020 legde Moors de eed af als lid van het Vlaams Parlement, in opvolging van Jos Lantmeeters, die tot provinciegouverneur van Limburg was benoemd. Als Vlaams Parlementslid werd ze vast lid van de commissies Economie, Werk, Sociale Economie, Wetenschap en Innovatie en Mobiliteit en Openbare Werken. Bij de Vlaamse verkiezingen van 9 juni 2024 werd Moors vanop de vierde plaats van de Limburgse lijst niet herkozen. Enkele maanden later werd Rita Moors verkozen tot provincieraadslid van Limburg, een functie die zij sinds december 2024 uitoefent.